# Listy
La revista en lengua checa y eslovaca Listy (en español: Cartas), que publicaba en Roma Jiří Pelikán, fue (junto con las revistas Svědectví e Informační materiály) una de las revistas opositoras más importantes en el exilio checoslovaco después de 1968. "Listy" era también el nombre del grupo editorial y opositor suelto que rodeaba a la revista.

## Historia
Tras la supresión de la Primavera de Praga, se produjo una gran oleada de emigración, que también afectó a muchos activistas políticamente interesados. Para muchos, la idea de continuar los ideales de la Primavera de Praga en el extranjero desempeñó un papel fundamental. Jiří Pelikán, que fue director de la televisión checoslovaca en 1968 y desempeñó un papel clave en el proceso de reforma, hizo rápidamente contactos en la emigración y empezó a publicar Listy en Roma en enero de 1971. El nombre aludía a la ya prohibida revista político-cultural Listy, antes Literární noviny, de Praga.
Además del compromiso simbólico desde el exilio con la revista, que había sido prohibida en su país de origen, pudo reclutar a numerosos antiguos empleados de la redacción de Praga. Entre los miembros del consejo de redacción se encontraban Zdeněk Hejzlar, Milan Horáček, Karel Kaplan, Jiří Kosta, Karel Kyncl, Antonín Jaroslav Liehm, Artur London, Zdeněk Mlynář, Adolf Müller, Josef Pokštefl, Michal Reiman, Ota Šik y Vladimír Tosek, que editaba la revista. La difícil situación financiera se vio parcialmente aliviada por el apoyo de los socialistas italianos de Bettino Craxi. Tras la caída del régimen comunista en Checoslovaquia en 1989, el equipo editorial se trasladó a Praga. Hoy se publica en Olomouc.